# Heddi Hirsch
Heddi Hirsch, geborene Hedwig Hirsch, verheiratete Heddi Hirsch-Landesmann (geboren am 9. April 1895 in Wien; gestorben am 9. April 1947 in Cambridge) war eine österreichische Mode- und Textildesignerin, Illustratorin und Grafikerin. Sie war Mitglied der Künstlergemeinschaft der Wiener Werkstätte.

## Leben und Werk
Am 4. April 1895 wurde Hedwig als jüngste Tochter von Hermine, geb. Ebstein und Bernhard Hirsch in Wien geboren. Ihr Vater war Eigentümer einer Textilwarengroßhandlung. Nach Abschluss der schulischen Ausbildung begann sie 1910 ein vierjähriges Studium an Kunstschule für  Frauen und Mädchen in Wien. 1913 schrieb sie sich zusätzlich zu Kursen an der Graphischen Lehr- und Versuchsanstalt ein. Seit 1914 studierte sie an der Kunstgewerbeschule Wien. Zu ihren Lehrern zählten u. a. der Bildhauer Franz Barwig d. Ä., der Maler und Designer Franz Čižek sowie der Architekt und Designer Josef Hoffmann.
Heddi Hirsch spezialisierte sich auf das Entwerfen von Stoffmustern und die Illustration von Modeentwürfen. Während des Ersten Weltkrieges arbeitete sie an Otto Lendeckes Modezeitschrift Die Damenwelt mit. Heddi Hirsch beteiligte sich mit eigenen Entwürfen an Wiener Modeausstellungen. Seit 1917 entwarf sie zunächst als freiberufliche, später als festangestellte Mitarbeiterin der Modeabteilung für die Wiener Werkstätte Stoffe, Kleider und Accessoires, u. a. Hüte. Zu ihren wirtschaftlich erfolgreichsten Stoffentwürfen, zählte der florale Stoffentwurf 'Lymphe', der in unzähligen Farbstellungen für die Wiener Werkstätte hergestellt wurde. Darüber hinaus illustrierte sie für die Künstlergemeinschaft, u. a. die Modeentwürfe von Gertrud Brandt, Dagobert Peche, Maximilian Snischek, Eduard Joseph Wimmer-Wisgrill und Marianne Zels. Für Kataloge, Anzeigen und Plakate der Wiener Werkstätten gestaltete sie die grafischen Entwürfe.
Am 6. Juni 1919 heiratete sie den aus Ústí nad Labem stammende Felix Landesmann, der in die Leitung des väterlichen Unternehmens wechselte. Nach dem Tod von Bernhard Hirsch übernahm Felix Landesmann 1931 die Geschäftsleitung. Nach dem „Anschluss“ Österreichs nahmen die Repressalien gegen die jüdischen Bürger in Wien stetig zu. Hedwigs Schwager, Paul Kaufmann, wurde verhaftet und ins KZ Dachau verschleppt. Die Familie Hirsch-Landesmann unternahm große Anstrengungen, schnellstmöglich das Land zu verlassen. Während der Familie von Heddis Schwester Bertha die Emigration in die Vereinigten Staaten gelang, konnte Heddi mit ihrem Ehemann und ihrer Mutter Hermine kurz vor dem Ausbruch des Zweiten Weltkrieges, am 15. August 1939, nach England ausreisen. Die Familie kam in getrennten Unterkünften in Cambridge unter, wo sie in einfachen Verhältnissen die Kriegszeit verbrachten. Gegen Ende des Krieges erkrankte Felix Landesmann. Zur Sorge um die Unterbringung und Versorgung der betagten und kranken Mutter kam für Heddi Hirsch-Landesmann die Suche nach Behandlungsmöglichkeiten und Unterbringung des psychisch erkrankten Ehemanns.
An ihrem 52. Geburtstag nahm sich Heddi Hirsch-Landesmann in Cambridge aus Verzweiflung über die unheilbare Erkrankung ihres Ehemanns das Leben. Sie wurde auf dem Cambridge City Cemetery beerdigt.
Ihre Stoffentwürfe für die Wiener Werkstätten sind heute in renommierten Kunst- und Designmuseen im In- und Ausland zu finden, u. a. im Museum für angewandte Kunst Wien, im Rijksmuseum Amsterdam und im Cooper Hewitt Smithsonian Design Museum.

## Stoffmuster für die Wiener Werkstätte (Auswahl)

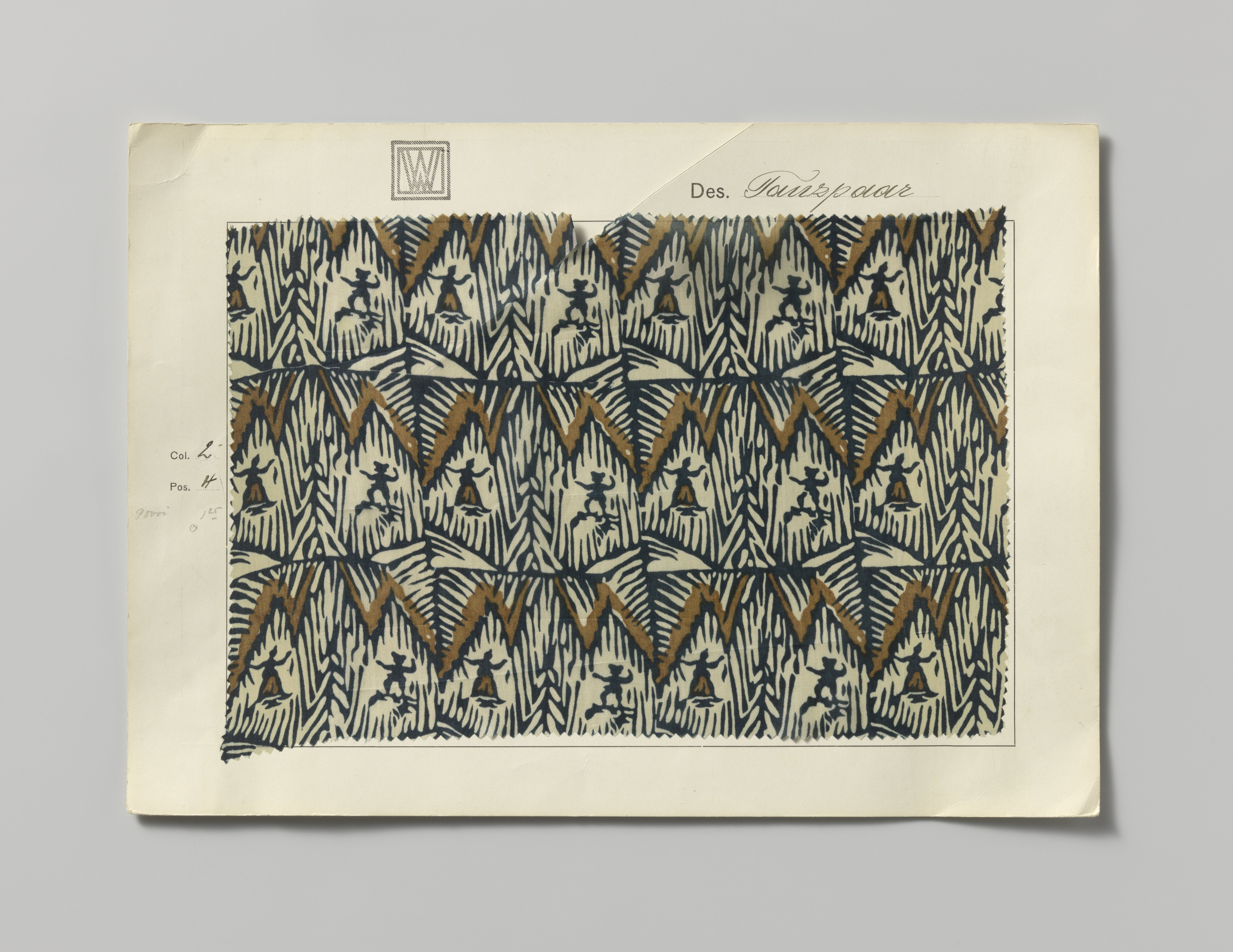
Bedruckte Seide, Dessin Tanzpaar (Wiener Werkstätte, 1915); Sammlung des Rijksmuseums Amsterdam

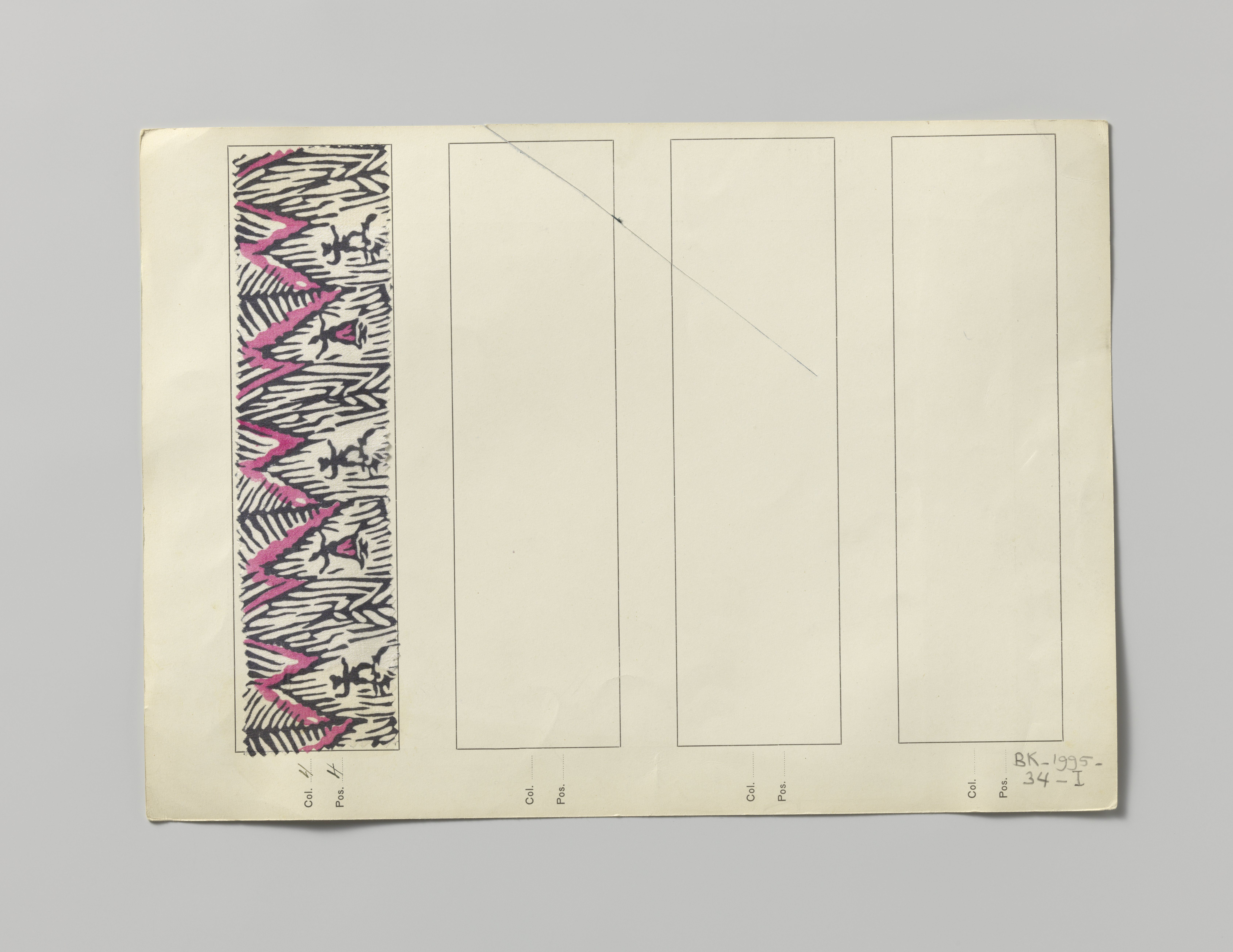
Bedruckte Seidenborte, Dessin Tanzpaar (Wiener Werkstätte, 1915); Sammlung des Rijksmuseums Amsterdam

- Stoff 'Tanzpaar' (1915)
- Stoff 'Bergkristall' (1915)
- Stoff 'Krupp' (1917)
- Stoff 'Nedschibe' (um 1917)
- Stoff 'Blaufuchs' (um 1920)
- Stoff 'Lymphe' (um  1923)